# Die Grubertaler
Die Grubertaler sind eine österreichische Musikgruppe aus Volderberg in Tirol. Mit 15 Top-10-Alben und 13 Goldenen Schallplatten in 19 Jahren gehören sie in ihrer Heimat zu den erfolgreichsten Partyschlager-Interpreten.

## Bandgeschichte
Die Band besteht aus den Brüdern Florian (* 5. Mai 1985), von Beruf Zimmerer, und Michael (* 25. Juli 1986), Kfz-Mechaniker, sowie deren Großcousin Reinhard (* 4. November 1983), Maschinenbautechniker, alle mit Nachnamen Klingenschmid. 2002 schlossen sie sich als Die Grubertaler zusammen, um Schlager und volkstümliche Musik zu spielen. Ihren ersten Erfolg hatten sie 2004, als sie beim Grand Prix der Volksmusik nach Platz 2 im österreichischen Vorentscheid am Ende Platz 4 belegten. Dafür wurden sie auch mit dem Herbert-Roth-Preis, einem Nachwuchspreis für volkstümliche Musik, ausgezeichnet. In der Sendung Achim’s Hitparade wurden sie im Jahr darauf „Musikantenkönig“ und mit dem Album Made im Alpenland schafften sie es erstmals in die österreichischen Charts.
In den nächsten Jahren erhielten sie zwar weitere Auszeichnungen wie den Top-of-the-Mountains-Award 2007 und 2008 und sie nahmen ein weiteres Mal beim Grand Prix der Volksmusik teil, kommerziell zahlte es sich aber wenig aus. Erst 2009 kamen sie wieder in die Charts. Beim Grand Prix 2009 wiederholten sie zudem den 4. Platz. Ein Jahr später erschien im Winter in der Skisaison das Album Die größten Partyhits und brachte sie erstmals in die Nähe der Top 10. 2011 veröffentlichten sie „Volume 2“ der Partyhits und kamen damit auf Platz 6. Außerdem wurden sie für 10.000 verkaufte Exemplare mit Gold ausgezeichnet. Von da an gab es jedes Jahr jeweils zu Jahresbeginn ein weiteres Partyhits-Album, das immer in die Top 10 kam und immer Goldstatus erreichte. Mit dem neunten und zehnten Album der Reihe kamen sie 2018 bzw. 2019 auf Platz 1. Außerdem veröffentlichten sie in jedem Jahr meist noch ein zweites Album, das aber jeweils nicht ganz so erfolgreich war. Mit Im Tagebuch vom Muatarl hatten sie 2013 ihr einziges Gold-Album außerhalb der Partyhits-Reihe. Mit 20 Sommer Partyhits kamen sie 2015 erstmals auch in die Schweizer Hitparade.
Im Januar 2020 erschien erstmals kein Partyhits-Album mehr. Erst im Mai kam Echt Schlager – Die große Fete – Volume I heraus, das aber wieder Platz 2 in Österreich erreichte. Neben der Schweiz konnten sie sich damit auch erstmals in Deutschland platzieren.

## Diskografie

### Alben
| Jahr | Titel                                       | Höchstplatzierung, Gesamtwochen, AuszeichnungChartplatzierungen (Jahr, Titel, Platzierungen, Wochen, Auszeichnungen, Anmerkungen) | Höchstplatzierung, Gesamtwochen, AuszeichnungChartplatzierungen (Jahr, Titel, Platzierungen, Wochen, Auszeichnungen, Anmerkungen) | Höchstplatzierung, Gesamtwochen, AuszeichnungChartplatzierungen (Jahr, Titel, Platzierungen, Wochen, Auszeichnungen, Anmerkungen) | Anmerkungen                                                |
| Jahr | Titel                                       | DE | AT | CH | Anmerkungen                                                |
| ---- | ------------------------------------------- | --- | --- | --- | ---------------------------------------------------------- |
| 2005 | Made im Alpenland                           | — | AT61 (3 Wo.)AT | — | Erstveröffentlichung: 25. April 2005                       |
| 2009 | Schneidig drauf                             | — | AT70 (2 Wo.)AT | — | Erstveröffentlichung: 17. April 2009                       |
| 2009 | Die größten Partyhits                       | — | AT15 (10 Wo.)AT | — | Erstveröffentlichung: 27. Dezember 2009                    |
| 2010 | Wenn, dann jetzt                            | — | AT39 (5 Wo.)AT | — | Erstveröffentlichung: 23. April 2010                       |
| 2010 | Die größten Partyhits – Vol. 2              | — | AT6 Gold · (12 Wo.)AT | — | Erstveröffentlichung: 27. Dezember 2010 Verkäufe: + 10.000 |
| 2011 | Am Sonntag nach der Kirch’n                 | — | AT57 (6 Wo.)AT | — | Erstveröffentlichung: 19. Mai 2011                         |
| 2011 | Die größten Partyhits – Vol. 3              | — | AT4 Gold · (12 Wo.)AT | — | Erstveröffentlichung: 30. Dezember 2011 Verkäufe: + 7.500  |
| 2012 | Was kann denn schöner sein                  | — | AT9 (5 Wo.)AT | — | Erstveröffentlichung: 8. Juni 2012                         |
| 2012 | Die größten Partyhits – Vol. 4              | — | AT2 Gold · (12 Wo.)AT | — | Erstveröffentlichung: 20. Dezember 2012 Verkäufe: + 7.500  |
| 2013 | Im Tagebuch vom Muatarl                     | — | AT4 Gold · (4 Wo.)AT | — | Erstveröffentlichung: 16. August 2013 Verkäufe: + 7.500    |
| 2013 | Die größten Partyhits – Vol. 5              | — | AT4 Gold · (12 Wo.)AT | — | Erstveröffentlichung: 27. Dezember 2013 Verkäufe: + 7.500  |
| 2014 | Best of                                     | — | AT16 (6 Wo.)AT | — | Erstveröffentlichung: 18. Juli 2014                        |
| 2015 | Die größten Partyhits – Vol. 6              | — | AT7 Gold · (10 Wo.)AT | — | Erstveröffentlichung: 2. Januar 2015 Verkäufe: + 7.500     |
| 2015 | 20 Sommer Partyhits                         | — | AT22 (9 Wo.)AT | CH85 (2 Wo.)CH | Erstveröffentlichung: 26. Juni 2015                        |
| 2016 | Die größten Partyhits – Vol. 7              | — | AT3 Gold · (13 Wo.)AT | CH36 (2 Wo.)CH | Erstveröffentlichung: 2. Januar 2016 Verkäufe: + 7.500     |
| 2016 | Schlager Party auf Mallorca                 | — | AT12 (12 Wo.)AT | — | Erstveröffentlichung: 3. Juni 2016                         |
| 2016 | Die größten Partyhits – Vol. 8              | — | AT2 Gold · (10 Wo.)AT | CH31 (3 Wo.)CH | Erstveröffentlichung: 30. Dezember 2016 Verkäufe: + 7.500  |
| 2017 | Schlagerparty in Dubai                      | — | AT9 (10 Wo.)AT | — | Erstveröffentlichung: 2. Juni 2017                         |
| 2017 | 15 Jahre Jubiläumsalbum                     | — | AT11 (10 Wo.)AT | — | Erstveröffentlichung: 2. Juni 2017                         |
| 2017 | Die größten Partyhits – Vol. 9              | — | AT1 Gold · (16 Wo.)AT | CH45 (3 Wo.)CH | Erstveröffentlichung: 29. Dezember 2017 Verkäufe: + 7.500  |
| 2018 | Die größten Partyhits – Vol. 10             | — | AT1 Gold · (15 Wo.)AT | — | Erstveröffentlichung: 28. Dezember 2018 Verkäufe: + 7.500  |
| 2019 | Schlagerparty in Kroatien                   | — | AT14 (9 Wo.)AT | — | Erstveröffentlichung: 21. Juni 2019                        |
| 2020 | Echt Schlager – Die große Fete – Volume I   | DE49 (1 Wo.)DE | AT2 Gold · (12 Wo.)AT | CH12 (4 Wo.)CH | Erstveröffentlichung: 1. Mai 2020 Verkäufe: + 7.500        |
| 2021 | Echt Schlager – Die große Fete – Volume II  | — | AT1 Gold · (8 Wo.)AT | CH33 (1 Wo.)CH | Erstveröffentlichung: 8. Oktober 2021 Verkäufe: + 7.500    |
| 2022 | Volkstümliche Perlen                        | — | AT8 Gold · (6 Wo.)AT | CH47 (1 Wo.)CH | Erstveröffentlichung: 25. Februar 2022 Verkäufe: + 7.500   |
| 2022 | Hoamatschnee – Für die Zeit der Stille      | — | AT36 (3 Wo.)AT | — | Erstveröffentlichung: 25. November 2022                    |
| 2023 | Echt Schlager – Die große Fete – Volume III | — | AT7 (6 Wo.)AT | CH21 (1 Wo.)CH | Erstveröffentlichung: 8. September 2023                    |
| 2024 | Die Schweiz, die hat was!                   | — | AT7 (4 Wo.)AT | CH7 (3 Wo.)CH | Erstveröffentlichung: 17. Mai 2024                         |
| 2025 | Schlager Party                              | — | AT74 (1 Wo.)AT | — | Erstveröffentlichung: 21. Februar 2025                     |

Weitere Alben
- 2002: A bisserl Mozart, a bisserl Strauss
- 2003: Oh, Oh Baby
- 2003: Licht von Bethlehem
- 2004: Ramba Zamba
- 2006: Es lebe Volksmusik
- 2006: Sterne der Heiligen Nacht
- 2006: Dem Land Tirol die Treue – Das Beste der Grubertaler
- 2007: Landleb’n hoaßt z’ommheb’n
- 2008: Tausche Opernball gegen Zillertal
- 2016: Griaß Gott liabe Leitln

### Singles
- 2004: Du bist alles für mi
- 2004: Ramba Zamba
- 2006: Dann is Winter
- 2008: Liebe heißt ein Leben lang
- 2008: Der Teufel hat den Schnaps gemacht

### Videoalben
- 2005: Die Grubertaler – Jung, frech, tirolerisch

## TV-Auftritte (Auswahl)
- Fröhlicher Alltag
- Die Brieflos-Show
- Licht ins Dunkel
- Achim’s Hitparade
- Fröhlicher Feierabend
- Wenn die Musi spielt
- Herzlichst Hansi Hinterseer
- Grand Prix der Volksmusik
- Musikantenschenke
- Melodien der Berge
- Liebesgrüße mit Marianne und Michael
- Immer wieder sonntags
- A Musi & a Gaudi
- Musikantenstadl
- Der Kahn der guten Laune
- Lieder, Land & Leute
- Musik für Sie
- Feste der Volksmusik